# Xian de Laoting
Le xian de Laoting (乐亭县 ; pinyin : Làotíng Xiàn) est un district administratif de la province du Hebei en Chine. Il est placé sous la juridiction de la ville-préfecture de Tangshan.

## Démographie
La population du district était de 495 001 habitants en 1999.